# Dokładny test Fishera
Dokładny test Fishera (ang. Fisher's exact test) – nieparametryczny test istotności statystycznej służący między innymi do testowania hipotez o związku pomiędzy dwiema zmiennymi ze skali nominalnej. W ramach testu analizuje się dane zgromadzone w tabeli krzyżowej o wymiarach 2 x 2. Test nazywany jest dokładnym ze względu na to, że wartość p (ang. p value) może być obliczona dokładnie, a nie w formie przybliżonej jako aproksymacja.
Twórcą testu był Ronald Fisher i jego powstanie miało związek z przeprowadzonym przez niego eksperymentem znanym w historii nauki jako Lady tasting tea experiment.